# Val Spadlatscha

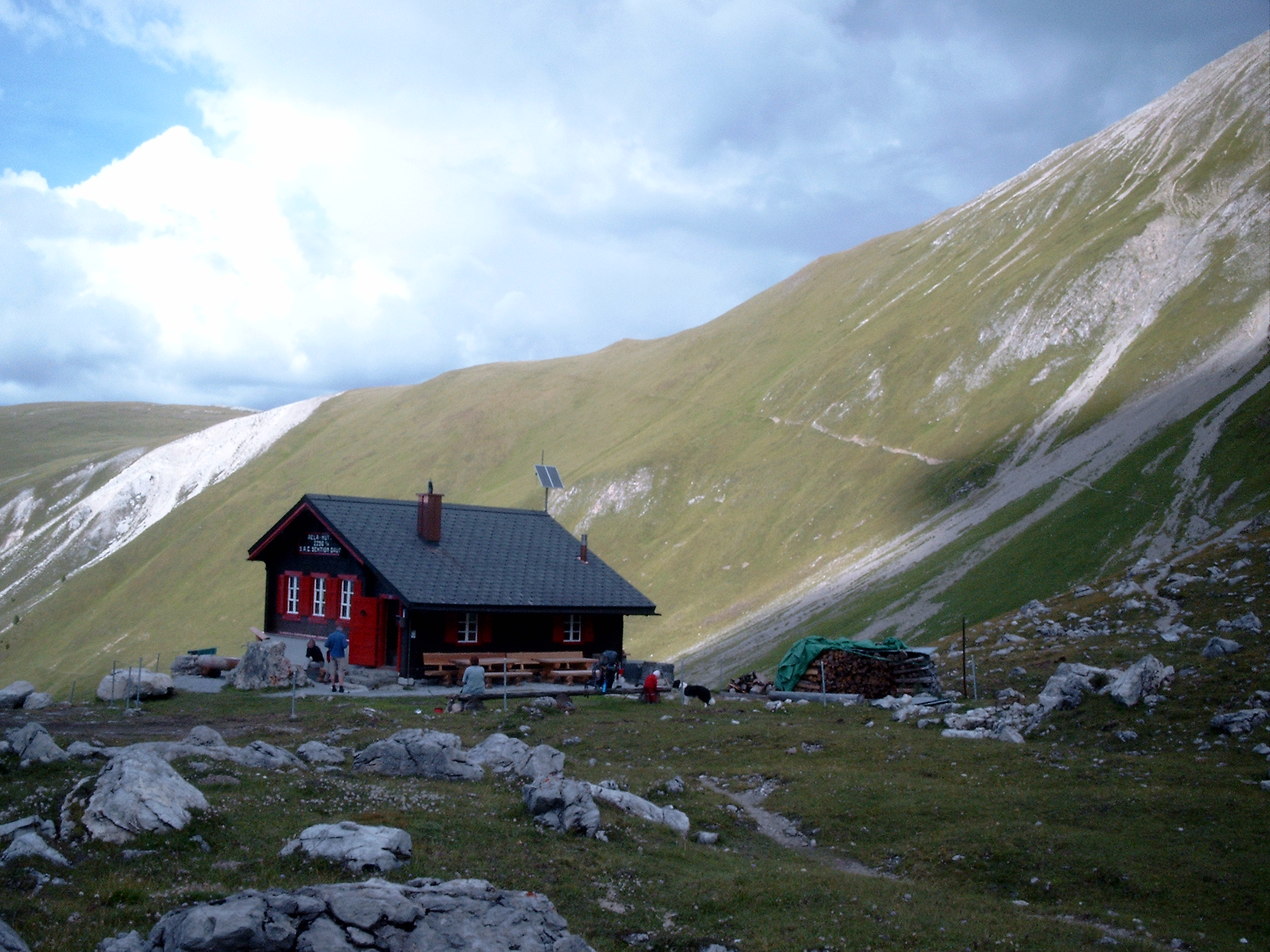
Die Ela-Hütte auf im Val Spadlatscha (April 2011).

Das Val Spadlatscha ist ein Tal im Schweizer Kanton Graubünden.
Das zur Gemeinde Bergün Filisur gehörende Tal liegt an der Nordseite der Bergüner Stöcke. Es mündet zwischen Alvaneu Bad und Filisur von links in das Albulatal.

## Weblink
Koordinaten: 46° 38′ 6,6″ N, 9° 40′ 58,9″ O; CH1903: 771838 / 167339